# デビッド・ネーゲル
デビッド・ネーゲル（David Nagel、 1945年4月28日- ）は、アメリカの技術者、経営者。彼は、さまざまなテクノロジー企業や組織で幹部職を歴任してきた。

## キャリア
1972年から1988年まで、ネーゲルはNASAに勤務し、ヒューマンファクター研究の責任者として頂点に達した。彼は1988年の著書Human Factors in Aviationの共同編集者である。その後、 Appleに入社し、上級副社長として、Mac OS、特にCopland プロジェクト、Macintoshハードウェア、イメージング、およびその他の周辺製品の開発を担当するワールドワイド研究開発グループを率いた。彼は1996年4月にAppleを退職した後、AT&Tに入社し 5年間勤務した。 ネーゲルはAT&Tの最高技術責任者を務め、AT&T Labsの社長に就任した。 2001年にPalmに入社し、当初はPalm取締役会のメンバーとして、2003年にPalmSourceの初代CEOとなった。 2005年以降、彼はいくつかの企業の取締役として、またベンチャーキャピタルの投資家として、テクノロジー業界で活躍し続けている。

## メンバーシップ
- 全国研究評議会 IT研究開発基盤研究会 メンバー
- Liberate, Inc. 取締役
- Arcsoft取締役会メンバー
- UCLA財団理事会メンバー
- カリフォルニア州サンノゼの Tech Museum 理事会名誉会員
- ハイパフォーマンスコンピューティング、通信、および次世代インターネットに関するクリントン大統領の最初の諮問委員会のメンバー、1997年
- 1999年、連邦通信委員会の技術諮問委員会のメンバー
- SETI協会の名誉委員